# جبل سيدي عيش
جَبَلُ سِيدِي عيش أو جَبَلُ سِيدِي عَايِش هو جبل يقع بمعتمدية سيدي عيش من ولاية قفصة  بوسط غربي الجمهورية التونسية بين ولايتي سيدي بوزيد والقصرين، بين مدينتي القصرين وقفصة، شمال شرقي معتمدية سيدي عيش. يبلغ ارتفاعه 1029 م.